# Lennard Larysz
Lennard Noel Larysz (* 25. November 1997 in Hamburg) ist ein deutscher Basketballspieler polnischer Abstammung.

## Laufbahn
Larysz begann seine Basketballkarriere im Alter von sieben Jahren in der Jugendabteilung des BC Hamburg. Sein Vater Paul, der mit 14 Jahren aus Polen nach Hamburg zog, war Geschäftsführer des BCJ Hamburg und langjähriger Trainer der Itzehoe Eagles.
Nach Einsätzen für den BC Hamburg (Jugend und 2. Regionalliga) sowie die Piraten Hamburg (JBBL und NBBL) lief er ab der Saison 2014/15 auch für den SC Rist Wedel in der 2. Bundesliga ProB auf. In der Saison 2015/16 stand Larysz darüber hinaus im Kader der Hamburg Towers und bestritt zwei Kurzeinsätze in der 2. Bundesliga ProA.
Die Saison 2016/17 verbrachte er bei der TG s.Oliver Würzburg in der ProB und wurde im Mai 2017 vom Erstligisten BG Göttingen als Neuzugang vermeldet. Larysz bestritt in seiner Göttinger Zeit 20 (meist kurze) Bundesliga-Einsätze, im Anschluss an das Spieljahr 2018/19 wurde sein Vertrag mit den „Veilchen“ aufgelöst, da er sich vorrangig um sein Studium kümmern wollte. Larysz wechselte zum Drittligisten Dresden Titans. In der Saison 2020/21 war er mit 16,5 Punkten und 5,7 Korbvorlagen je Begegnung in beiden Werten Dresdens Bester, stand mit der Mannschaft am Ende der Hauptrunde auf dem ersten Tabellenplatz der Südstaffel, ehe man in der Viertelfinalrunde ausschied.
Im Sommer 2021 wurde er vom Zweitligisten Wiha Panthers Schwenningen unter Vertrag genommen. Verletzungsbedingt kam er für Schwenningen in der Saison 2021/22 nur auf acht Pflichtspieleinsätze. Ende August 2022 vermeldete Zweitligist Eisbären Bremerhaven Larysz‘ Verpflichtung. Er spielte bis zum Ende der Saison 2023/24 für Bremerhaven.

## Sonstiges
Larysz ist eine der Hauptfiguren des Dokumentarfilms Starting Five, der im Frühjahr 2017 Premiere feierte.